# Tuekæruld
Tuekæruld (Eriophorum vaginatum), også skrevet Tue-Kæruld, er et 10-30 cm højt halvgræs med en tuedannende vækst. Blomsterne er ret uanselige, men frøstandene med de hvide, uldagtige frøhaler er meget iøjnefaldende. Den gror i højmoser og hedemoser.

## Beskrivelse
Tuekæruld er en stedsegrøn, græsagtig, flerårig urt med tuet vækstform. Bladene er oprette til overhængende. De er dybt furede langs midterribben på den nederste halvdel, men trekantede i tværsnit på den øverste halvdel. Blomsterstilkene hæver sig op over bladtuen. De har nogle få højblade og et enkelt blomsterhoved øverst. Frøene er nødder med lange, hvide frøhaler. Disse frøstande minder en del om Bomuldsplantens stande (deraf navnet). Frøene [[Spiring (plante)|spirer]] villigt på fugtig bund.
Rodnettet består af vidt forgrenede trævlerødder.
Højde x bredde og årlig tilvækst: 0,25 × 0,50 (25 × 25 cm/år), blomsterstænglerne når dog op på 40 cm.

## Hjemsted
Tuekæruld er udbredt i Kaukasus, Centralasien, Sibirien, Østasien, Nordamerika og Europa, herunder også i Danmark, hvor den er almindelig i Vest- og Midtjylland. Arten hører hjemme i eller nær våde, næringsfattige moser og langs sure søer, hvor den danner en lav og sparsom rørsump tæt ved bredden og oppe på fast jord, men stadigvæk dér, hvor der er konstant fugtigt. Arten foretrækker de mere tørre tuer i højmosen - modsat smalbladet kæruld, der især findes i de våde "høljer".
I moseområdet Drone Moss, som ligger i Berwickshire, England, vokser arten sammen med bl.a. dunbirk, femhannet pil, hedelyng, klokkelyng, næbstar, seljepil, Sphagnum papillosum (en art af tørvemos) og spidsblomstret siv